# Joost Möller
J.H. (Joost) Möller (Eindhoven, 20 mei 1967) is een Nederlandse politicus. Namens de Volkspartij voor Vrijheid en Democratie (VVD) was hij wethouder in de gemeente Tilburg van 2008 tot en met 2014.
Möller studeerde bedrijfseconomie aan de Katholieke Universiteit Brabant. Tijdens zijn studietijd richtte hij een bedrijf in licht- en geluidstechniek op. Na zijn studietijd ging hij aan de slag als manager van de TWM Golfbaan BV in Tilburg. In 1998 stapte hij over naar uitzendbureau Adecco. Daarna richtte hij in 2002 een eigen uitzendbureau op, Talentflex geheten, dat hij in mei 2010 verkocht. Na zijn wethouderschap hield Möller zich bezig met het ontwikkelen van ouderenwoningen volgens het Leyhoeve-concept. Hierna startte hij samen met Oostelbos Installatietechniek de onderneming Warmtepomp013 dat zich richt op het installeren van warmtepompen in bestaande woningen in regio Tilburg.
In 1999 werd Möller lid van de gemeenteraad in Tilburg. In 2006 werd hij verkozen tot fractievoorzitter van de Tilburgse VVD.
Op 19 mei 2008 verruilde hij het raadslidmaatschap voor dat van wethouder van Tilburg. Möller kwam met zijn partij in het college van de stad nadat het vorige bestuur was opgestapt. Hij volgde CDA'er Hans Janssen op met de portefeuille economische zaken, werkgelegenheid, evenementen, kermis, toerisme, recreatie, gemeentegebouwen, ict, deelnemingen, ondernemerszaken, media, marketing en grondzaken. Tevens was hij wijkwethouder van de binnenstad.
Door deze portefeuille was hij o.a. belast met de verkoop van Essent, aanpak economische crisis en de mogelijke totstandkoming van de omstreden shopping mall.
In 2009 werd Möller door de VVD Tilburg verkozen tot lijsttrekker voor de gemeenteraadsverkiezingen van 3 maart 2010. Bij die verkiezing groeide de VVD in Tilburg van 4 naar 7 zetels en werd de VVD van vijfde partij de tweede partij. De VVD bleef in het college en leverde een extra wethouder.
Möller kreeg een nieuwe portefeuille en was van april 2010 tot mei 2014 belast met de portefeuille Ruimtelijke ordening, vergunningen, deelnemingen, ICT, gemeentegebouwen en kermis. Na de verkiezingen van 2014 kwam de VVD niet terug in het college. Bij zijn afscheid ontving hij de grote zilveren legpenning van de gemeente Tilburg.
In 2016 behaalde Möller zijn mastertitel met een onderzoek naar De Waarde Van Zonnepanelen Bij Woningverkoop in het kader van de opleiding Master of Real Estate (MRE) aan TIAS.